# A.O. Dafni
L'A.O. Dafni è una società cestistica avente sede a Dafni, nella prefettura di Atene in Grecia. Fondata nel 1967, gioca nel campionato greco.
Disputa le partite interne nella Dafni Indoor Hall, che ha una capacità di 1.200 spettatori.

## Palmarès
- A2 Ethniki: 1

1998-1999